# Верхний Кугенер (Сернурский район)
Верхний Кугенер (мар. Кугэҥер) — деревня в Сернурском районе республики Марий Эл Российской Федерации. Входит в состав и является административным центром Верхнекугенерского сельского поселения.
Численность населения — 376 чел. (2010 год).

## География
Верхний Кугенер располагается на берегах небольшой речки Кугенерки — притока реки Мушки, в 7 км на юго-восток от административного центра Сернурского района — пгт Сернур, на участке Сернур — Елеево автомобильной дороги регионального значения 88К-001 Йошкар-Ола — Уржум .

## История
Деревня Верхний Кугенер впервые упоминается в 1770 году. В 1802 году в селении — 91 ревизская душа. В 1876 году имела 224 жителей. Была основана выходцами из под Вятки.
С образованием Марийской автономной области деревня вошла в состав Сернурского кантона.
В 1933 году в деревне был организован колхоз «Кугенер», при нём были построены конный двор, амбар, свинарник, сушилки и крытый ток. В 1950-е годы деревня входила в колхоз имени М. И. Калинина, в 1957 году — в колхоз «Чевер ӱжара».

## Население
| 2002 | 2010 |
| ---- | ---- |
| 344  | ↗376 |

Верхний Кугенер — родина А. Н. Вершинина, участника Великой Отечественной войны, военного лётчика, посмертно награждённого орденами Красного Знамени и Ленина; марийского филолога, доктора филологических наук, профессора, заслуженного деятеля науки Марийской АССР С. Я. Черных.

## Современное положение
В деревне располагается администрация сельского поселения. Работает Верхнекугенерский детский сад «Колокольчик», фельдшерско-акушерский пункт, ветеринарный пункт, магазины.
В 2015 году в деревне 99 хозяйств.
С 1977 года в деревне установлен обелиск воинам, погибшим в годы Великой Отечественной войны. Памятник выполнен в виде бетонной стелы на постаменте, увенчанной звездой, с изображением ордена Отечественной войны.